# Monument de Guillaume Ier (Wülfrath)

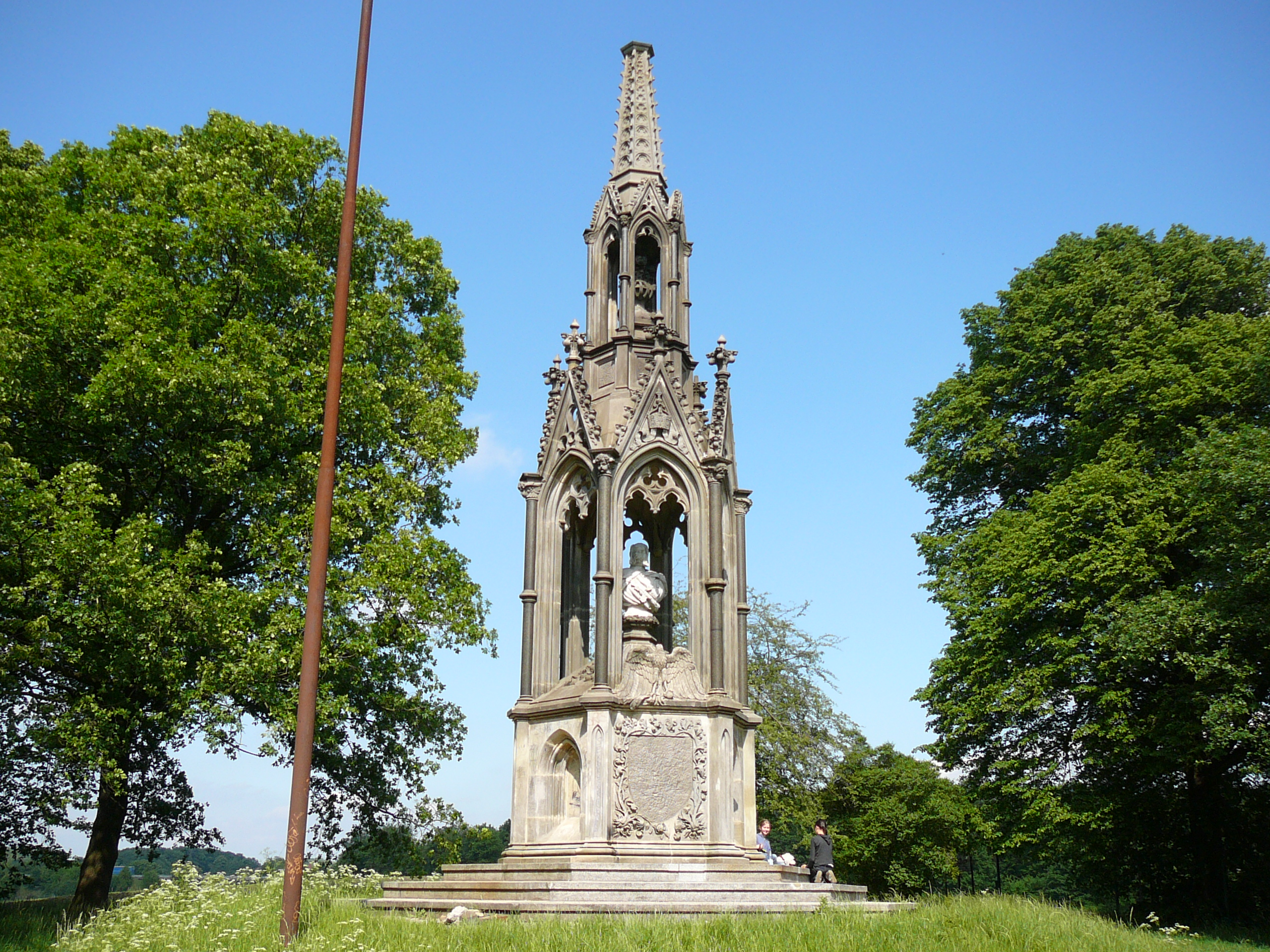
Le monument sur la Bismarckplatz.

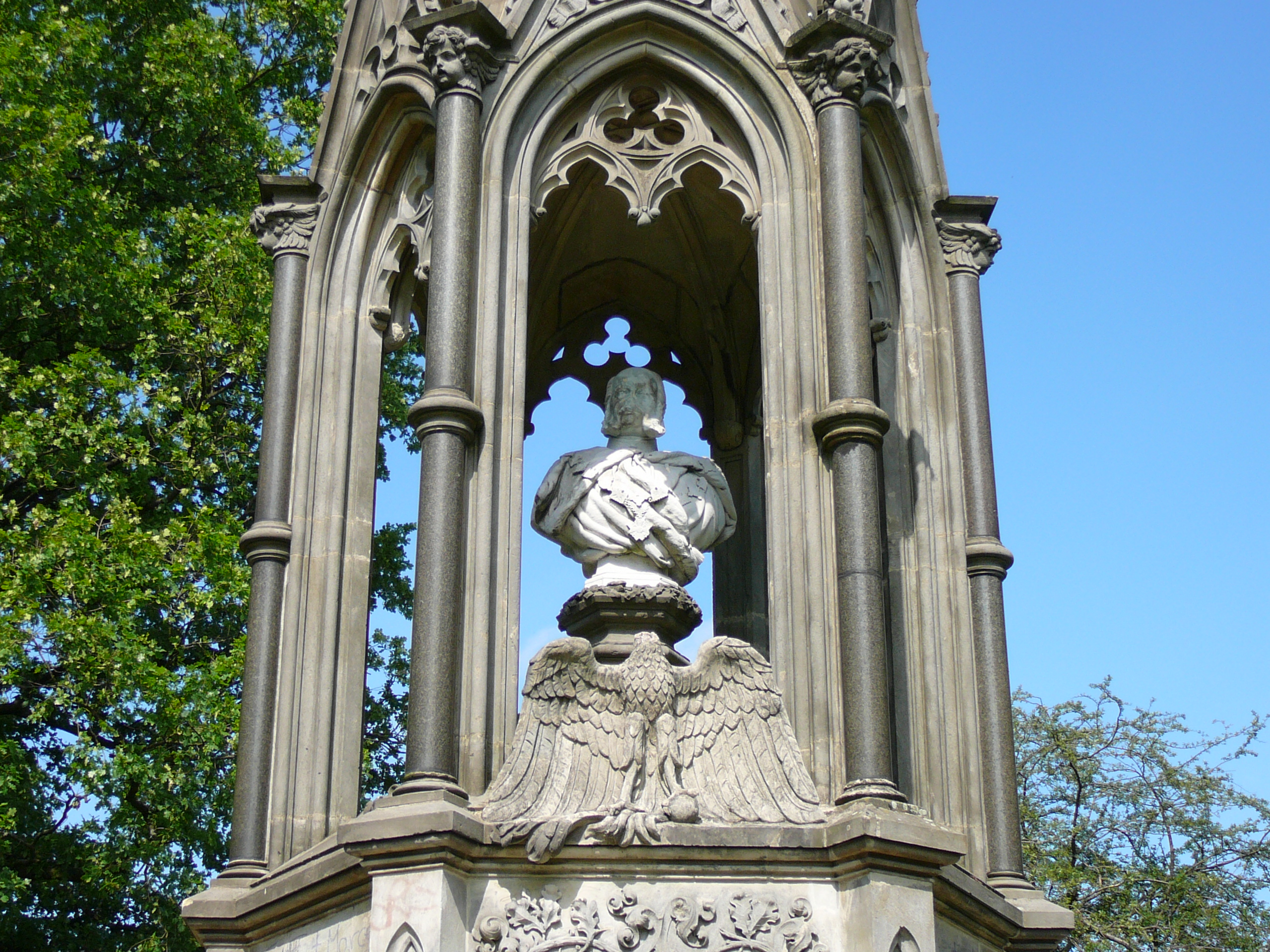
Vue du buste.

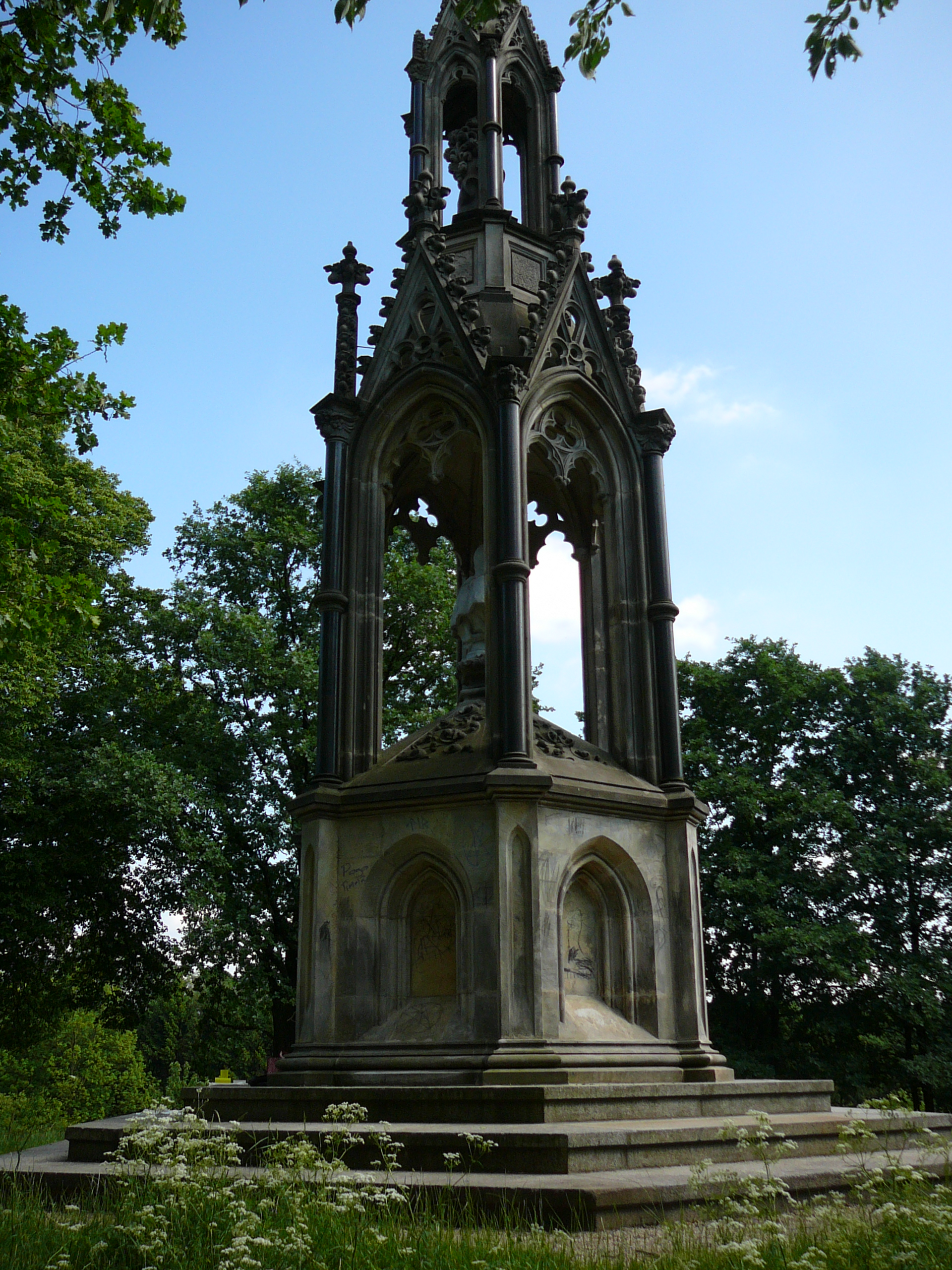
Vue du monument.

Le monument de Guillaume Ier (Kaiser-Wilhelm-Denkmal) est un monument à Wülfrath en Allemagne, rendant hommage à l'empereur Guillaume Ier, fondateur de l'unité allemande. Il se trouve à la limite avec Wuppertal,  visible du château d'Aprath (de).

## Topologie
Le monument se trouve sur une hauteur entourée par la Landesstraße 74 (ici: Wiedener Straße). Cette route relie Vohwinkel, qui appartient à la municipalité de Wuppertal, et la ville de Wülfrath. Cette colline est bordée de prés et de champs et le monument lui-même est encerclé d'arbres. Il y a aussi un mât à côté du monument. La ligne de chemin de fer de la ligne Wuppertal-Vohwinkel - Essen, qui est maintenant utilisée par un S-Bahn, et l'autoroute fédérale 535 sont en vue. 

## Histoire
Le mémorial a été commandé par Karl Rumpff, propriétaire du château d'Aprath à l'époque. Le monument est dédié non seulement à l'empereur, mais aussi aux associations militaires,. Le monument est édifié selon les plans de Ludwig Ferdinand Hesse et le buste est sculpté par le Berlinois Rudolf Schweinitz.
Le monument est inauguré le 5 juillet 1890. Outre les proches du fondateur décédé, le lieutenant-colonel Rudolf de Barmen et des délégations des associations militaires de la région de Mettmann ont pris part à la célébration. Dans les années 1950, les panneaux d'inscription ont été volés et le buste impérial a été endommagé à plusieurs reprises. Au début des années 1980, le buste impérial est conservé aux archives de la ville de Mettmann. À la fin de l'année 1982, le reste du monument a également été démantelé et déposé dans un entrepôt. 
Le monument restauré a retrouvé sa place dans les années 2000, mais le visage de l'empereur est défiguré, le nez et d'autres éléments ayant été détruits.

## Description
Le monument impérial se présente sous la forme d'une colonne négothique hexagonale en deux parties en syénite avec un buste de l'empereur Guillaume en marbre de Carrare. L'ensemble se trouve sur la Bismarckplatz à côté du château d'Aprath. La place a pris son nom lorsque le monument a été inauguré, le prince Bismarck ayant donné son accord. Le buste de l'empereur — plus grand que nature — se trouve à l'intérieur, tandis qu'en haut on remarque le casque du burgrave Frédéric Ier de Brandebourg, premier électeur du Brandebourg. 
La plaque d'inscription, qui n'existe plus, mentionnait : « Wilhelm I Magnus Imperator ».

## Source de la traduction
- (de) Cet article est partiellement ou en totalité issu de l’article de Wikipédia en allemand intitulé « Kaiser-Wilhelm-Denkmal (Wülfrath) » (voir la liste des auteurs).